# Laginiopsidae
Laginiopsidae is een familie van weekdieren uit de klasse van de Gastropoda (slakken).

## Geslacht
- Laginiopsis Pruvot-Fol, 1922